# Podpalaczka (film 1984)
Podpalaczka (ang. Firestarter) – amerykański thriller z 1984 roku w reżyserii Marka K. Lestera. Film bazowany na podstawie powieści Stephena Kinga pod tym samym tytułem.
Film doczekał się kontynuacji filmu Podpalaczka 2 (2002).

## Opis fabuły
Andy (David Keith) i Vicky (Heather Locklear) mają córkę, dziewięcioletnią Charlene (Drew Barrymore). Okazuje się, że dziewczynka ma nadprzyrodzoną zdolność - potrafi wzniecać pożary siłą swojego umysłu. Jej umiejętnością interesuje się rząd. Ojciec musi uciekać z dziewczynką przed tajnymi agentami.

## Obsada
- Drew Barrymore jako Charlie McGee
- David Keith jako Andy McGee
- George C. Scott jako John Rainbird
- Freddie Jones jako doktor Joseph Wanless
- Heather Locklear jako Vicky Tomlinson McGee
- Martin Sheen jako kapitan "Cap" Hollister
- Moses Gunn jako doktor Pynchot
- Art Carney jako Irv Manders
- Louise Fletcher jako Norma Manders, żona Irva